# Външна политика на Молдова
Международни отношения на Молдова
След постигането на независимост от Съветския съюз, Молдова установява отношения с други европейски страни.
През 1995 г. страната става първата бивша съветска държава приета в Съвета на Европа. В допълнение към участието си в програмата на НАТО Партньорство за мир, Молдова е държава членка на Организацията на обединените нации, Организация за сигурност и сътрудничество в Европа (ОССЕ), Организацията на Северноатлантическия съвет за сътрудничество, Световната търговска организация, Международния валутен фонд, Световната банка, на франкофонията и на Европейската банка за възстановяване и развитие.
През 2005 г. Молдова и ЕС, създават план за действие, който се опитва да подобри сътрудничеството между двете съседни структури. След войната на Приднестровието, Молдова търси мирно разрешаване на конфликта в региона на Приднестровието, като работи с Румъния, Украйна и Русия и призова за международно посредничество и сътрудничество с ОССЕ и ООН за установяване на фактите и мисиите за наблюдатели.

## Обзор
Молдова е установила дипломатически отношения с 97 държави, на Светия престол, на Суверенния военен орден на Малта и на Европейския съюз.
Молдова все още не е установила дипломатически отношения с:
Антигуа и Барбуда, Бахамските острови, Барбадос, Белиз, Доминика, Доминиканската република, Гренада, Гвиана, Ямайка, Хаити, Сейнт Китс и Невис, Лусия, Св. Винсент и Гренадини, Суринам, Тринидад и Тобаго, Чили, Колумбия, Коста Рика, Ел Салвадор, Гватемала, Хондурас, Никарагуа, Парагвай, Уругвай, Андора, Лихтенщайн, Люксембург, Монако, Сан Марино, Бенин, Ботсвана, Буркина Фасо, Бурунди, Камерун, Кабо Верде, Централноафриканската република, Чад, Коморски острови, Кот д'Ивоар, Д.Р.Конго, Джибути, Екваториална Гвинея, Еритрея, Етиопия, Габон, Гамбия, Гвинея-Бисау, Кения, Лесото, Либерия, Малави, Мали, Мавритания, Мавриций, Мозамбик, Намибия, Нигер, Нигерия, Република Конго, Руанда, Сао Томе и Принсипи, Сенегал, Сейшелските острови, Сомалия, Судан, Свазиленд, Танзания, Того, Бахрейн, Бангладеш, Бутан, Бруней, Камбоджа, Ирак, Лаос, Малдивските острови, Мианмар, Непал, Сингапур, Таджикистан, Туркменистан, Острови Кук, Фиджи, Кирибати, Маршалови острови, Микронезия, Науру, Нова Зеландия, Ниуе, Папуа Нова Гвинея, Източен Тимор, Палау, Самоа, Соломонови острови, Тонга, Тувалу, Вануату, държавите, с ограниченото признаване.

## Отношения с Европейския съюз
Молдова се стреми да се присъедини към Европейския съюз и е в изпълнение на първия тригодишен план за действие в рамките на Европейската политика за съседство (ЕПС) на ЕС.

## Отношения с НАТО
Молдова е в отношения с НАТО от 1992 г., когато страната се присъединява към Северноатлантическия съвет за сътрудничество. Молдова работи паралелно със съюзниците от НАТО и партньорските страни, в широк кръг от области, чрез Партньорство за мир и Евроатлантическия съвет за партньорство.

## Отношения с Румъния
Отношенията на Молдова със западната ѝ съседка, Румъния датират от 1994 г. насам. Голямата част от Молдова е била част от Румъния по време на периода между двете войни (1918 – 1940) и лингвистите като цяло са съгласни, че молдовският език е идентичен с румънския. Въпреки това, молдовци са амбивалентни за това дали се смятат за румънци или молдовци. Румъния остава заинтересована от молдовските отношения, по-специално от гражданския конфликт довел до отцепването от страната на република Приднестровие. Въпреки това, двете страни са в състояние да постигнат споразумение по основния двустранен договор – Румъния настоява договорът да се отнася до Румъния и Молдова и техните „специални отношения“. От 1994 г., двете страни са на безвизов режим, който приключва на 1 януари 2007 г., с влизането на Румъния в Европейския съюз. Това кара много молдовски граждани да кандидатстват за румънско гражданство.

## Отношения с Русия и постсъветските държави
Молдовският парламент одобрява членството на страната в Общността на независимите държави и страните от ОНД хартата за икономически съюз, през април 1994 година. Молдова обаче никога не е участвала в никакви военни аспекти на ОНД, позовавайки се на своя неутралитет.
През 1998 г. Молдова допринася за създаването на регионално споразумение за сътрудничество, съставено от: Грузия, Украйна, Азербайджан и Молдова.
Русия продължава да поддържа военно присъствие в региона на Приднестровието в Молдова, въпреки предишните споразумения с Молдова и в рамките на ОССЕ да изтегли войските си.

## Сепаратистки движения
На територията на Молдова се включва сепаратистката област Приднестровие. Приднестровието има не особено голям дял молдовско население (около 60%) и се отделя от Молдова по-малко от година след Молдоваската независимост при разпадането на Съветския съюз. Той разполага със собствено правителство и действа независимо от Кишинев. Международната дипломатическа ситуация по отношение на въпроса за Приднестровието определя и се определя от отношенията на Молдова с Русия. Русия, Украйна, Организацията за сигурност и сътрудничество в Европа, ЕС и САЩ са ангажирани в различни степени в разрешаването на конфликта.

## Двустранни отношения
Молдова има посолства в:
Австрия, Беларус, Белгия, България, Франция, Германия, Гърция, Унгария, Италия, Латвия, Полша, Португалия, Румъния, Швеция, Украйна, Обединеното кралство в Европа (с изключение на Русия и Турция), Азербайджан, Народна Република Китай, Израел, Русия, Турция и Съединените щати.
| Държава   | Начало на официалните отношения | Notes |
| --------- | ------------------------------- | --- |
| Армения   |                                 | Армения е представена в Молдова чрез посолството си в Киев (Украйна). Молдова е представена в Армения чрез посолството си в Москва (Русия). Има около 7500 души от арменски произход, живеещи в Молдова. |
| Австрия   |                                 | 1992-03-25 Австрия е представена в Молдова чрез посолството си в Букурещ (Румъния), както и чрез почетно консулство в Кишинев. Молдова има посолство във Виена и Почетното консулство в Инсбрук. |
| Беларус   |                                 | Няма обща граница между Молдова и Беларус. Броят на беларуси в Молдова и на молдовците в Беларус е незначителен, |
| Белгия    |                                 | Молдова има посолство в Брюксел. Търговията между Молдова и Белгия за 2005 г. не е значителна: 44,70 милиона USD се тръгуват между двете страни. Това все пак е увеличиление с 33,4% в сравнение с 2004 г. - Embassy of the Republic of Moldova in Belgium Архив на оригинала от 2008-10-05 в Wayback Machine. - Belgian Embassy in Bucharest ((fr)) - Ministry of Foreign Affairs of the Republic of Moldova Архив на оригинала от 2008-10-05 в Wayback Machine. - Belgian Federal Public Service Foreign Affairs, Foreign Trade and Development Cooperation                                                                                         |
| България  | 1992-02-05                      | България признава Молдова на 28 декември 1991 година. От 1992 г. България има посолство в Кишинев. Молдова има посолство в София. И двете страни са пълноправни членове на Съвета на Европа и на Организацията за сигурност и сътрудничество в Европа. |
| Хърватия  | 1992-07-28                      | Молдова е признала независимостта на Република Хърватия на 29 май 1992 година. Хърватия е представена в Молдова чрез посолството си в Букурещ (Румъния). Молдова е представена в Хърватия чрез посолството си в Будапеща (Унгария). |
| Естония   | 1992-11-10                      | Преди 1918 г., двете страни са били част от Руската империя и преди 1991 г. и двете страни са били част от СССР. Молдова признават Естония на 28 август 1991 г. Естония признават Молдова на 20 февруари 1992 година. Естония е представена в Молдова чрез посолството си в Киев (Украйна), както и чрез почетно консулство в Кишинев. Молдова е представена в Естония чрез посолството. И двете страни са пълноправни членове на Съвета на Европа. - Estonian Ministry of Foreign Affairs about the relation with Moldova Архив на оригинала от 2007-08-03 в Wayback Machine. - Moldovan Ministry of Foreign Affairs about the relation with Estonia |
| Финландия | 1992-02-26                      | Финландия призна независимостта на Молдова 30 декември 1991 година. Финландия е представена в Молдова чрез посолството си в Букурещ, Румъния. Молдова е представена във Финландия посолството си в Стокхолм, Швеция. |
| Грузия    | 1992-06-25                      | До 1991 г., двете страни са били част от СССР и преди 1918 част от Руската империя. Грузия е представена в Молдова чрез посолството си в Букурещ (Румъния). Молдова е представена в Грузия чрез посолството си в Баку (Азербайджан). |
| Гърция    |                                 | 1992-03-27Дипломатическите отношения между Гърция и Молдова са установени през 27 март 1992 след разпадането на Съветския съюз Молдова е представена в Гърция чрез посолството си в Атина, открит през 2003 година. Гърция е представена в Молдова през почетно консулство в Кишинев и посолството си в Киев. |
| Ирландия  | 1992                            | Ирландия е представена в Молдова чрез посолството си в Букурещ (Румъния). Молдова е представена в Ирландия чрез посолството си в Лондон (Великобритания). И двете страни са пълноправни членове на Съвета на Европа. |
| Израел    | 1992-06-22                      | Израел признават Молдова на 25 декември 1991 година. Израел е представен в Молдова чрез посолството си в Киев. Молдова има посолство в Тел Авив и Почетното консулство в Хайфа. |
| Русия     |                                 | Отношенията между Молдова и Русия се влошават през ноември 2003 г. по предложение на Русия за решаване на конфликта в Приднестровието, които молдовските власти отказват да приемат. В следващите избори, който се провеждат през 2005 г., на комунистическата партия прави 180 градусов завой и е преизбрана с прозападната платформа, Воронин е преизбиран за втори мандат като президент. |
| Сърбия    | 1995                            | Молдова е представена в Сърбия чрез посолството си в София (България). Сърбия е представена в Молдова чрез посолството си в Киев (Украйна). |
| Словения  | 1993-10-27                      | И двете страни са представени в един друг чрез своите посолства в Будапеща (Унгария). И двете страни са пълноправни членове на Съвета на Европа. |
| Турция    |                                 | Молдова има посолство в Анкара. Турция има свое посолство в Кишинев. Има около 11 000 турци, които живеят в Молдова. |
| САЩ       | 1991-12-25                      | САЩ признават независимостта на Молдова на 25 декември 1991 г. и откриват посолство в нейната столица Кишинев през март 1992 година. Търговско споразумение, предвиждащо взаимно облагодеталстване на търговията влиза в сила през юли 1992 година. САЩ насърчава частните инвестиции чрез предоставяне на преки заеми и гаранции по заеми, със споразумение подписано през юни 1992 година. Двустранен договор за инвестиция е подписан през април 1993 година. Общата система за преференции е създадена през август 1995 г. |

## Галерия
- Национално знаме на Молдова на гърба на емблемета на ООН.